# القصبة المرينية بتطوان

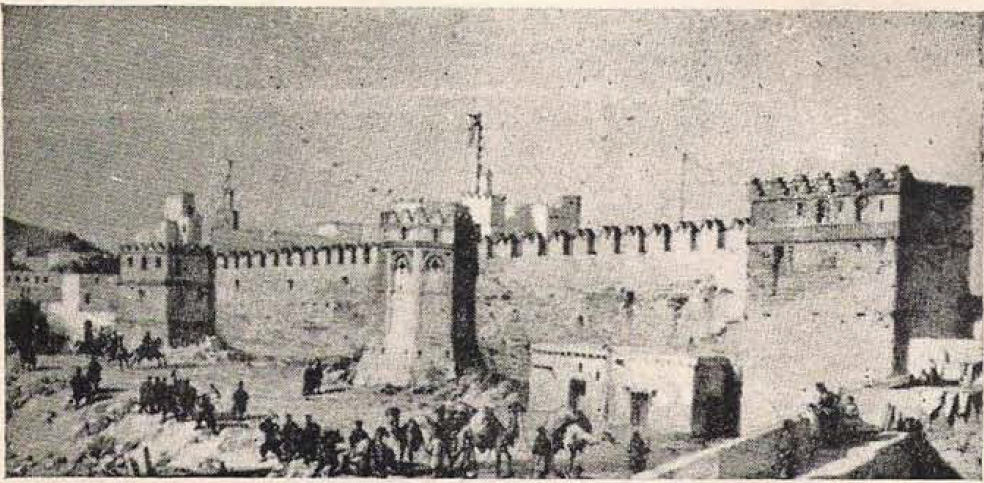
صورة يعود تاريخها إلى حرب تطوان 1858-1862 تظهر سور وأبراج القصبة المرينية

تعتبر القصبة المرينية التي تقع بقلب المدينة العتيقة تطوان من أهمّ المعالم التاريخية بشمال المغرب، إذ تحكي بقاياها قصّة المؤسسين الأوائل لتطوان الحديثة خلال القرن 15م، وكذلك تعتبر حلقة وصل تاريخية بين حال المدينة القديم حيث كانت مجرّد ثغر صغير يشرف على البحر الأبيض المتوسط وشكل المدينة الحديث الذي يتميّز بوجود العناصر الأساسية التي تتشكّل منها كلّ مدينة.

## تاريخ إنشاء المبنى
شُيّدت بتطوان أيام السلطان يوسف بن يعقوب المريني سنة 685ه/1287م، ثم رمّمت وزيد في تحصينها على عهد السلطان أبو ثابت سنة 708ه/1308م، وكان بناؤها «محكما وثيقا»، ونظرا لظروف الصراع مع القوى المسيحية خُرّب ما كان في تطوان من بناء خلال النصف الأول من القرن 15م. ستُجدّد المدينة بسواعد الأندلسيين الوافدين على تطوان بعد ذلك بعقود وكان بناؤها «على الأساسات القديمة التي وجدوها قائمة».
كانت القصبة هي أقدم ما بني في هذا الطور من التجديد، حيث كانت مركز الحكم ومنطلق التخطيط والعمل، ويشاطر ابن عزوز حكيم الرأي السالف للفقيه داود بقوله أن القصبة المرينية «هي القصبة الموجودة داخل المدينة والمعروفة بقصبة سوق الحوت القديم في المكان المعروف بجامع القصبة»، كما يؤكد الملمّين بخصائص معمار هذا البناء التاريخي أنه لازال محتفظا ببعض سمات البناء المريني، وحينما قدِم الأندلسيون إلى شمال المغرب قُبيل سقوط غرناطة 1492م وبُعيده، شيّدوا هذه القصبة على الأسس التي كانت موجودة سلفا وكان علي المنظري مؤسس تطوان الحديثة وحائز شرف حاكمها الأوّل.

## التطور التاريخي بالمدينة
أَوَت أسوار القصبة كلّ المرافق الأساسية التي يُفترض أن تضمّها، أوّل هذه المرافق مسجد القصبة الذي لازال يحمل نفس الاسم، بالإضافة إلى دار سكنى القائد (منزل علي المنظري) والمحكمة والمسجد ومخزن السلاح والسجن".
أن جنبات القصبة كانت مركز المدينة ومحورها الذي تفرعّت عنه باقي أحياء تطوان، وبالتالي كان هذا المكان يشهد حيوية في النشاط البشري ومن ثمّ اكتسب رمزية كبيرة واعتبارية -رمز للسلطة السياسية- يخصه بها السكان المحليون والزوّار.
انعكست نفسية الأندلسيين الذين فرّوا من الخطر المسيحي بشكل واضح على توجه هندسة المبنى وتوزيع الوظائف فيه، فكان القسم الأعلى من أبراج القصبة مخصصا للحراسة الدائمة لأنه كان مشرفا على جميع الضواحي المحيطة بالمدينة، وعلى الساحل الفسيح الذي ينتهي عند البحر المتصل بعهد الإسبان، فاكتسب المبنى وظيفة التحصين العسكري ومستقرّ الحرّاس إلى جانب كونه مركز للسلطة السياسية.

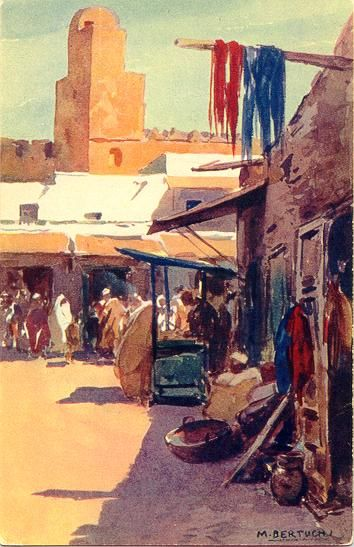
برج من أبراج القصبة يظهر في لوحة الفنان الإسباني ماريانو بيرتوشي

لم يطُل عهد مركزية هذه القصبة في مدينة تطوان إذ سرعان ما ستفقد وظيفتها الأساسية التي شُيّدت من أجلها وهي التحصين والدفاع، وكان ذلك بشكل تدريجي بفعل الامتدادات العمرانية الحديثة التي عرفتها المدينة خلال القرنين السادس عشر والسابع عشر.

## الخصائص المعمارية
من الملامح المعمارية للقصبة أنها ذات تجانس وتمازج يجمع بين ما هو إسلامي/مغربي وبين العنصر الأندلسي، حُصّنت بأسوار متينة وأبراج مختلفة الأشكال حيث أنّ الموضع والوظيفة تحكمان إلى حد بعيد شكل البرج، فمنها ما هو مستطيل ومنها من بني بشكل مربع، ويبدو من خلال الموضع الذي بنيت به هذه القصبة أنها جُعلت في مكان يواجه جميع من يرد على تطوان من جهة الغرب، أي من جل بلاد المغرب.
تتكون واجهة القصبة من ثلاثة أبراج متباعدة يصل بينهما سور وجزء من ممر المشاة الذين يقومون بالجولات الدورية التفقدية «وقد بنيت كل هذه الأبراج بطبقات متعاقبة من الدبش والآجر وتعلوها شرفات، بينما نجد البرج الدالي وقد نمق بحنايا خادعة على شكل أهلة من الآجر».
ويفترض أنه كان للقصبة بابان: باب المشور ويقع بالقرب من القصبة، وباب القصبة الذي يعرف اليوم بقوس أحفير".